# Syngrapha magnifica
Syngrapha magnifica är en fjärilsart som beskrevs av Rudolf Rangnow 1935. Syngrapha magnifica ingår i släktet Syngrapha och familjen nattflyn. Inga underarter finns listade i Catalogue of Life.